# 勒吕德城堡

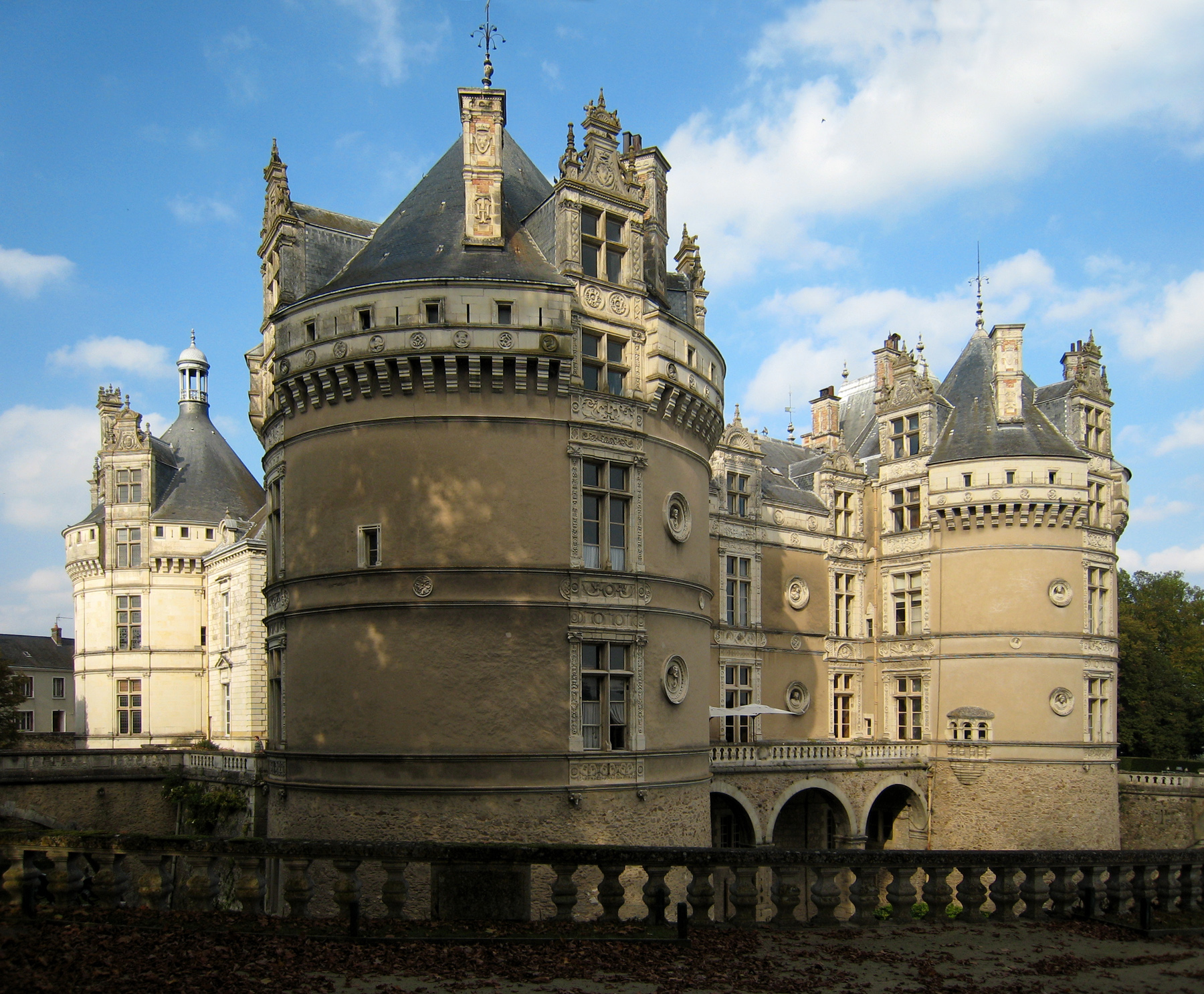

勒吕德城堡（法語：Château du Lude）是法国卢瓦尔河谷城堡群中最北端的一座城堡，位于卢瓦尔河地区大区萨尔特省拉弗莱什区勒吕德，坐落在安茹、曼恩和图赖讷的十字路口。勒吕德城堡是法国最后的重要历史城堡之一，一直由同一家族居住，已历时260余年。城堡见证了四个世纪的法国建筑，经过文艺复兴和18世纪，从军事堡垒演变为优雅的住宅。其花园经过几个世纪的发展，是法式设计和英式景观的和谐结合，拥有玫瑰园、花坛、迷宫和植物园。

## 历史
最初的堡垒建于10世纪和11世纪之间，位于卢瓦尔河的岸边，以保护安茹免受诺曼人以及百年战争期间英国人的入侵。 
在15世纪末，路易十一的管家让·德·戴隆占据了勒吕德城堡。他聘请意大利艺术家将堡垒改建为住宅。
1751年，勒吕德城堡成为法国东印度公司理事会主席约瑟夫·杜维拉尔的财产。他的侄女拉维维尔侯爵夫人以路易十六风格建造了古典翼楼，并在法国大革命期间保卫了城堡。她的后代塔尔胡埃-罗伊在19世纪进行了大量的修复工作。勒吕德城堡目前的居住者是路易-让·德·尼古拉伯爵，继承了修复和装饰的传统。